# Rana japonica
Rana japonica es una especie de anfibio anuro de la familia Ranidae.

## Distribución geográfica
Esta especie es endémica de Japón. Se encuentra en las islas de Honshū, Shikoku, Kyushu, Islas Oki y Archipiélago Ōsumi. Fue introducido en la isla de Hachijōjima.

## Descripción
Rana japonica mide de 48 a 54 mm. Es de color marrón rojizo a marrón anaranjado y tiene una mancha marrón oscura en los tímpanos. Sus crestas dorsales son delgadas y rectas.

## Reproducción
La puesta, que tiene lugar de enero a marzo, comprende de 500 a 3000 huevos. Los renacuajos se metamorfosean en el primer verano o después de otro año.

## Mutación
En el estado natural, algunos individuos de Rana japonica tienen una mutación que deja su piel muy clara. Esto le dio al equipo del profesor Masayuki Sugita (Instituto de Biología de Anfibios de Hiroshima) la idea de seleccionar ranas para obtener individuos con piel transparente para ver sus órganos internos.

## Etimología
El nombre de la especie le fue dado en referencia al lugar de su descubrimiento, Japón.

## Publicación original
- Günther, 1859 "1858" : Catalogue of the Batrachia Salientia in the collection of the British Museum[4]